# Puntius bramoides
Puntius bramoides és una espècie de peix cipriniforme de la família dels ciprínids que es troba a Indonèsia i a Laos (conca del riu Mekong).